# Corta-Figur
Als Corta-Figur (von italienisch corta, kurz) wird eine musikrhetorische Figur bezeichnet, bei der drei kurze Noten (Achtel oder Sechzehntel) so zusammengefasst werden, dass zwei davon die Länge der dritten ergeben.
In der musiktheoretischen Literatur des 17. Jahrhunderts findet sich folgende Beschreibung:

„Figura Corta bestehet aus dreyen geschwinden Noten / deren doch eine so lang ist / als die übrigen beyden zugleich“

Weder die Länge noch irgendeine Betonung ist festgelegt.
Mögliche Motive sind daher:
usw.
Albert Schweitzer interpretierte dieses Motiv in Johann Sebastian Bachs Kantaten als „Freudenmotiv“.